# Association Sportive Vita Club
L'Association Sportive Vita Club és un club de futbol congolès de la ciutat de Kinshasa. Amb anterioritat s'anomenà Victoria Club.

## Palmarès
- Lliga de Campions de la CAF:
  - 1973 (finalista el 1981)
- Lliga de la República Democràtica del Congo de futbol:[2]
  - 1970, 1971, 1972, 1973, 1975, 1977, 1980, 1988, 1997, 2003, 2010, 2015, 2018.
- Copa de la República Democràtica del Congo de futbol:[3]
  - 1971, 1972, 1973, 1975, 1977, 1981, 1982, 1983, 2001
- Lliga provincial de Kinshasa (EPFKIN):
  - 1957, 2001, 2002, 2004, 2005
- Supercopa de Kinshasa:
  - 2002, 2005, 2006